# Oncoba
Oncoba é um género botânico pertencente à família Salicaceae.

## Espécies
- Oncoba bukobensis (Gilg) S. Hul & Breteler
- Oncoba cuneatoacuminata (De Wild.) S. Hul & Breteler
- Oncoba flagelliflora (Mildbr.) S. Hul
- Oncoba kivuensis (Bamps) S. Hul & Breteler
- Oncoba laurina (C. Presl) Warb. ex Engl. & Prantl
- Oncoba ngounyensis (Pellegr.) S. Hul
- Oncoba paludosa (Benth.) S. Hul & Breteler
- Oncoba paraensis (Kuhlm.) S. Hul & Breteler
- Oncoba pauciflora (Benth.) Eichler
- Oncoba schweinfurthii (Gilg) S. Hul & Breteler
- Oncoba somalensis (Chiov.) S. Hul & Breteler
- Oncoba spinosa Forssk.
- Oncoba subtomentosa (Gilg) S. Hul & Breteler
- Oncoba suffruticosa (Milne-Redh.) S. Hul & Breteler